# الکساندر کریونوف
الکساندر کریونوف (روسی: Александр Павлович Курынов؛ ۸ ژوئیه ۱۹۳۴ – ۳۰ نوامبر ۱۹۷۳) وزنه‌بردار اهل اتحاد جماهیر شوروی سوسیالیستی بود.
وی در مسابقات کشوری و بین‌المللی در مجموع برندهٔ ۴ مدال طلا، ۱ مدال برنز شده‌است.